# Палашкино (Владимирская область)
Палашкино — село в Камешковском районе Владимирской области России, входит в состав Второвского муниципального образования.

## География
Село расположено в 8 км на запад от центра поселения села Второво и в 27 км на юго-запад от райцентра Камешково.

## История
В XVI веке сельцо Палашкино принадлежало Замятие Бестужеву, который передал его в виде вклада Владимирскому Богородице-Рождественскому монастырю. До 1862 года деревня Палашкино находилась в приходе Георгиевской церкви соседнего села Чириково, но затем тщанием прихожан была выстроена каменная церковь во имя Казанской иконы Божией Матери с каменной колокольней и двумя теплыми приделами во имя Пресвятой Троицы и святого великомученика Георгия Победоносца. 23 января 1918 года был издан Декрет об отделении церкви от государства. Последовало изъятие ценностей и земель, которые находились во владении приходов. Свято-Казанский храм села Палашкино был закрыт по решению президиума Ивановского облисполкома 31 мая 1939 года и был передан Владимирскому райисполкому для использования в культурных целях. Храм был разорен и превращен в склад местного колхоза. 
В конце XIX — начале XX века — крупное село в составе Лаптевской волости Владимирского уезда. 
С 1929 года являлось центром Палашкинского сельсовета Владимирского района, с 1940 года — в составе Нестерковского сельсовета Камешковского района, с 1954 года — в составе Второвского сельсовета, с 2005 года село в составе муниципального образования Второвское.

## Население
| 1859 | 1897 | 1905 | 1926 |
| ---- | ---- | ---- | ---- |
| 647  | 808  | 881  | 746  |

| 1859 | 1897 | 1905 | 1926 | 2002 | 2010 | 2021 |
| ---- | ---- | ---- | ---- | ---- | ---- | ---- |
| 647  | ↗808 | ↗881 | ↘746 | ↘59  | ↘38  | ↗149 |

## Достопримечательности
В селе находится действующая церковь Казанской иконы Божией Матери (1862). В 2003 году в храме были начаты восстановительные работы. В 2005 году в летнем храме были установлены окна. В 2006 году начались кровельные работы.